# بدر المنصور
بدر المنصور، ولد في(25 أبريل 1977) وهو فنان ومصمم تشكيلي كويتي.

## عن حياته
ولد بدر منصور المنصور في الكويت بتاريخ (25 أبريل 1977) وقد حصل على بكالوريوس من المعهد العالي للفنون المسرحية ، تخصص ديكور ويعمل مصمم ديكور في تلفزيون الكويت وعضو الجمعية الكويتية للفنون التشكيلية، وعضو رابطة الحرف اليدوية ، كما أنه شارك في عدة معارض في جامعة الكويت كلية العلوم ، وحاصل على المراكز الأولى في أغلبها ، وسبق أن نال جائزة عيسى صقر الإبداعية الذهبية في معرض القرين التشكيلي الشامل ، ويعمل أيضا مصمما للديكور في تلفزيون الكويت، وقد حصل على المراكز الأولى في معارض كلية العلوم وفي مسابقة التحرير وجامعة الكويت ومسابقة تصميم شعار جمعية العلوم والجائزة الذهبية في مهرجان القرين ومهرجان الكويت للإبداع وصالون الشباب الثاني في قطر.

## أشهر تصاميمه
صمم كأس بطولة كأس الأمير السابعة موسم 2007/2008، حيث جسد في تصميمه التاريخ والتراث الكويتي ويرمز إلى الماضي وتواصله مع الحاضر والمستقبل ، وقد تم اختياره من خلال مسابقة أقامتها الجمعية الكويتية للفنون التشكيلية ، وتبلغ قيمة الكأس 37 ألف يورو وهو من الذهب المصفى.